# Вічний двигун (Спрег де Кемп)
«Вічний двигун» (англ. Perpetual Motion) — науково-фантастична повість Лайона Спрег де Кемпа, вперше опубліковане журналом «Future Combined with Science Fiction Stories » в вересні-жовтні 1950 року. Належить до серії «Міжпланетні подорожі» (порт. Viagens Interplanetarias), з підсерії про планету Крішна.

## Сюжет
Коли шахрай Фелікс Борель прибуває на планету Крішна, він розраховує обібрати недосвічених тубільців. Добравшись з пригодами до Республіки Мікарданд, він осідає в столиці Міше. Там він швидко проникає до правлячого класу, лицарського Ордену Карар, і вплутує лицарів у схему розіграшу лотереї та продажу вічного двигуна, який, як він вдає, дозволить кришнаїнам наздогнати технологічно кращих терран, і забезпечить їх безмежною владою.
Все йде за планом, доки лицар Шургез, колишній коханий Зердаї, дами ордена, з якою познайомився Борель, повертається із завдання та викликає його на дуель. Борель робить вигляд, що погоджується, але, знаючи, що він не зрівняється з навченим воїном, готується до швидкої втечі, яку здійснює під час самої дуелі. Він тікає через болото Колофт на стрімкій «айі» зі своїми нечесно здобутими статками, скільки міг зібрати, на нього нападають хвостаті аборигени, які там мешкають, і він змушений покинути скарб, щоб врятувати своє життя.
Бореля заарештовують на терранському космодромі Новоресіфе за звинуваченням у розголошенні терранських технологій кришнанам. Він вказує, що його пристрій був явно шахрайським, оскільки вічний двигун є фізично неможливим. Оскільки Новоресіфе не має договору про екстрадицію з Мікардандом, влада змушена відпустити його, і незабаром Борель готує нову аферу над головою Viagens, який шукає гіда для подорожі королівствами. Як сумно зазначив суддя на процесі над Борелем: «Говорячи про вічний двигун, так це ви і є!»

## Зв'язок з іншими творами
Долі нового плану Бореля та самого Бореля розкриваються в пізнішому романі «Заручник Зіру». Цей роман також показує початок організованого туризму на Крішні передбачений Борелем, хоча й без його участі.